# 아프리카TV 로드 챔피언십
아프리카TV 로드 챔피언십(ARC: Afreeca ROAD Championship)은 대한민국의 종합격투기 단체 로드 FC가 인터넷 방송 플랫폼 아프리카TV와 2020년부터 공동으로 개최하고 있는 새로운 형태의 종합격투기 대회이다. 로드 FC의 넘버링 대회보다 한단계 낮은 준정규 대회로 볼 수 있으며 매달 개최를 표방하고 있다.

## 개요
아프리카TV와 로드 FC는 2020년 5월 13일 경기도 성남시 판교에 위치한 아프리카TV 본사에서 종합격투기 콘텐츠 활성화를 위한 양해각서(MOU)을 체결했다. 같은 달 23일에는 그 1회 대회 "아프리카TV 로드 챔피언십 001"(이하 ARC 001)이 개최되었다.
현장 관중 없이 온라인으로만 생중계되는 이 대회는 그 특성상 공격적이고 박진감 있는 대회를 추구한다. 일반적인 종합격투기 경기는 라운드당 5분으로 치러지지만 이 대회는 3분 3라운드로 축소하여 운영된다. 유의미한 움직임 없는 그라운드 공방은 30초만 용납되며 이후에는 심판이 개입하여 두 선수를 일으켜 세운다. 대회는 잠실동에 위치한 아프리카TV 소유의 핫식스 아프리카 콜로세움에서 무관중 경기로 치러지며 전 경기는 아프리카TV를 통해 생중계된다.

## 예정 대회
| 대회명  | 메인이벤트  | 개최일자         | 경기장                   | 개최도시   |
| ------- | ----------- | ---------------- | ------------------------ | ---------- |
| ARC 006 | TBA vs. TBA | 2021년 10월 30일 | 핫식스 아프리카 콜로세움 | 서울특별시 |

## 지난 대회
| # | 대회명                       | 메인이벤트            | 개최일자         | 경기장                   | 개최도시   |
| - | ---------------------------- | --------------------- | ---------------- | ------------------------ | ---------- |
| 5 | ARC 005: Lee vs. Jo          | 이정현 vs. 조민수     | 2021년 6월 12일  | 핫식스 아프리카 콜로세움 | 서울특별시 |
| 4 | ARC 004: Oh vs. Park         | 오일학 vs. 박정교     | 2021년 3월 27일  | 핫식스 아프리카 콜로세움 | 서울특별시 |
| 3 | ARC 003: Kim vs. Oh          | 김은수 vs. 오일학     | 2020년 10월 17일 | 핫식스 아프리카 콜로세움 | 서울특별시 |
| 2 | ARC 002: Munguntsooj vs. Kim | 난딘에르덴 vs. 김세영 | 2020년 7월 18일  | 핫식스 아프리카 콜로세움 | 서울특별시 |
| 1 | ARC 001: Heo vs. Bae         | 허재혁 vs. 배동현     | 2020년 5월 23일  | 핫식스 아프리카 콜로세움 | 서울특별시 |

## 같이 보기
- 로드 FC 대회 목록
- 로드 FC 챔피언 목록
- 현 로드 FC 선수 목록
- 로드 FC 기록 목록
- 로드 FC 어워즈